# Thời trang hip hop

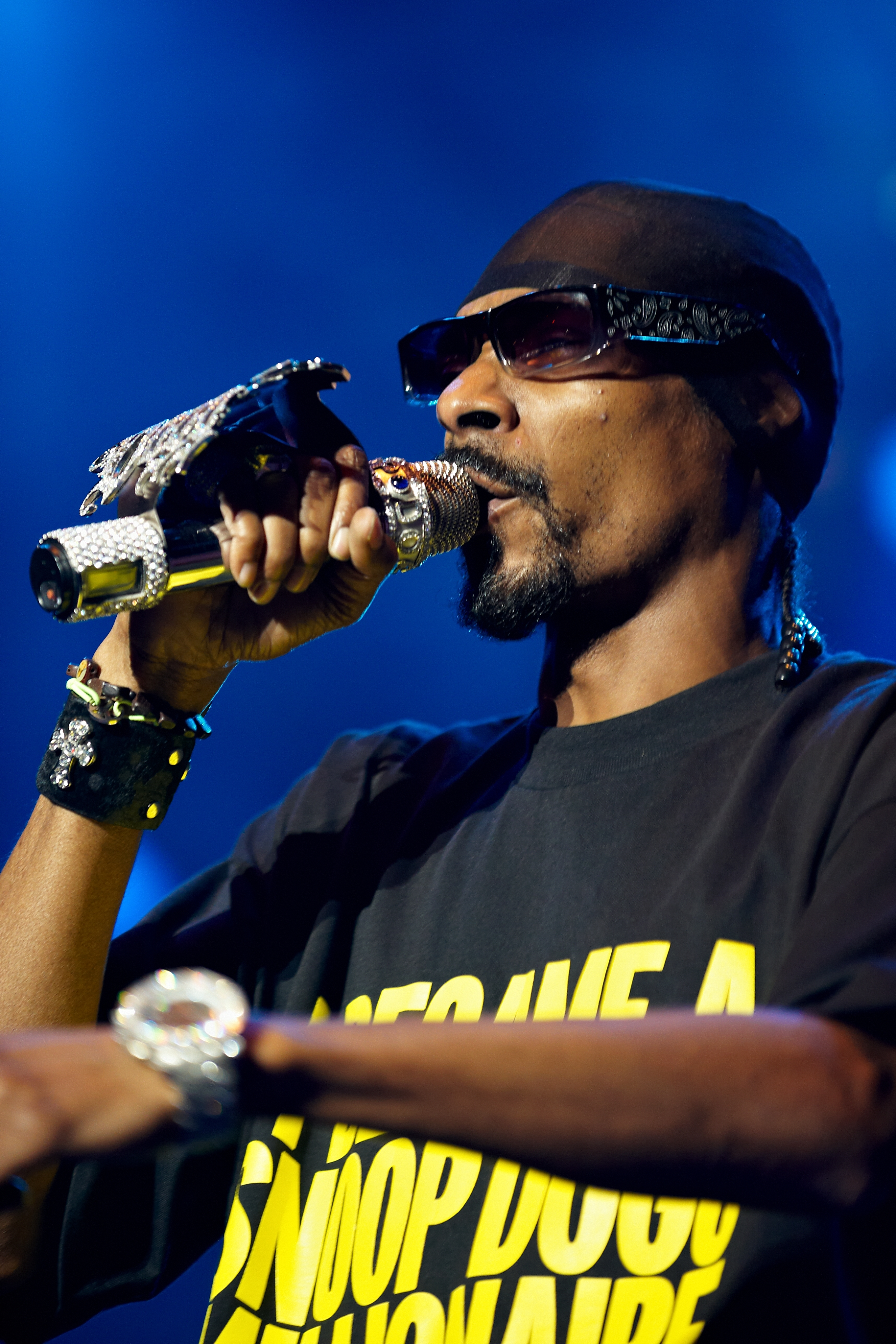
Rapper người Mỹ Snoop Dogg trong một buổi biểu diễn năm 2009

Thời trang hip hop là một phong cách quần áo đặc biệt bắt nguồn từ người Mỹ gốc Phi, vùng Mỹ Latinh và từ giới trẻ nội thành ở thành phố New York nước Mỹ, được tiếp nối bởi các thành phố như Los Angeles, Baltimore, Chicago, Philadelphia, khu vực vịnh San Francisco, Detroit, Memphis, Washington D.C., Atlanta, St. Louis, Đại Toronto và khu vực Hamilton cũng như nhiều nơi khác. Tất cả đã đóng góp đa dạng các yếu tố vào tổng thể phong cách thời trang hip hop như ta thấy hiện nay trên toàn thế giới. Dòng thời trang này bổ sung những sắc thái mới vào nền văn hóa hip hop và đã có nhiều thay đổi đáng kể trong suốt lịch sử. Ngày nay, nó là một phong cách thời trang nổi bật được theo đuổi trên phạm vi toàn thế giới cũng như phổ biến với mọi sắc tộc.